# Ali Asghar Khan Atabak

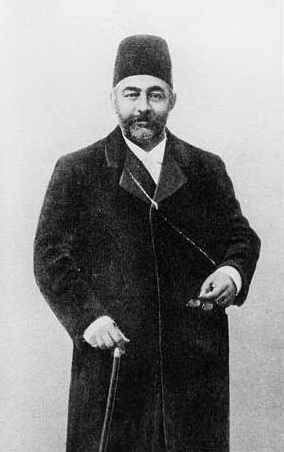
Mirza Ali Asghar Khan Atabak

Ali Asghar Khan Atabak Amin al Soltan (* 1858; † 31. August 1907 in Teheran) war lange Jahre Premierminister unter Naser al-Din Schah. Während der Konstitutionellen Revolution wurde er im Jahr 1907 der zweite Premierminister nach der Einführung einer Verfassung in Persien bzw. Iran.

## Leben
Ali Asghar Khan Atabak war der Sohn von Aqa Ibrahim Amin al-Sultan, dem Kammerdiener von Naser al-Din Schah, der bis zum Hofminister aufgestiegen war.
Nach dem Tod seines Vaters erhielt Ali Asghar Khan den Titel Amin al Soltan und wurde selbst Hofminister. Einige Jahre später erhielt er den Titel Atabeg und übernahm das Amt eines Premierministers. Statt die Reformpolitik Amir Kabirs fortzusetzen, weitete Atabak die Vergabe von Konzessionen an Briten und Russen massiv aus.
Im November 1896, sechs Monate nach dem gewaltsamen Tod Naser al-Din Schahs, wurde Ali Asghar Khan vom Mozaffar ad-Din Schah als Premierminister entlassen. Er zog sich zunächst nach Qom zurück, reist später über Russland nach China und Japan und emigrierte dann in die Schweiz. Für seine Vermittlung bei der Erteilung der Ölförderkonzession an William Knox D’Arcy erhielt Atabak £ 25.000 an Aktien an der zu gründenden Ölfördergesellschaft.
Während der Konstitutionellen Revolution rief ihn Mohammed Ali Schah zurück nach Persien, um ihn erneut zum Premierminister zu ernennen. Seine Einreise wurde zunächst von revolutionären Freiheitskämpfern verhindert. Erst nach einem Beschluss des sich 1906 konstituierenden ersten Parlaments Irans (Madschles) konnte Atabak einreisen und am 4. Mai 1907 das Amt des Premierministers und in Personalunion das Amt des Innenministers der noch jungen konstitutionellen Monarchie übernehmen.

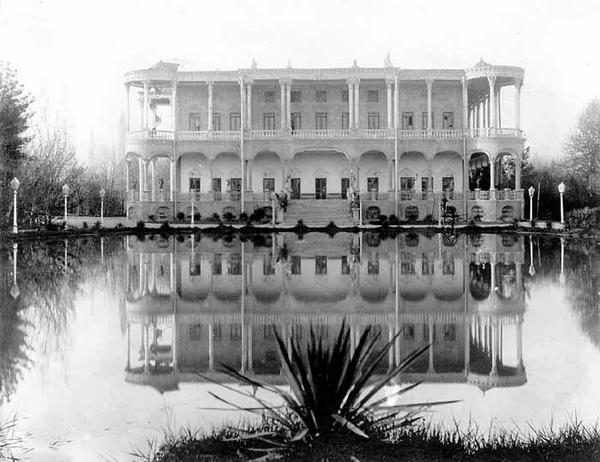
Atabak-Palais, vor 1931

Eine der ersten Aufgaben Atabaks war es, das Finanzwesen zu reformieren, um die staatlichen Einnahmen und Ausgaben nicht mehr in das Belieben des Schahs, sondern in die Hände des Parlaments zu legen. Die Finanzreform Atabaks bedeutete das Ende der Steuerverwaltung durch die Mostofis, die bisherigen Finanzverwalter unter den Kadscharen-Schahs. Es entspann sich ein Machtkampf zwischen dem Parlament und den Mostofis, die von Mohammad Mossadegh, der zu dieser Zeit Mostofi von Chorasan war, und seinem Onkel Abdol Hossein Mirza Farmanfarma angeführt wurden. Farmanfarma und Mossadegh hatten Atabak zunächst unterstützt, da sie annahmen, dass er das System der Mostofis beibehalten würde.
Die wichtigste Aufgabe Atabaks war es, dem am 30. Dezember 1906 vom Parlament verabschiedeten und noch am selben Tag von Mozaffar ad-Din Schah unterzeichneten Grundgesetz von Iran Geltung zu verschaffen. Das iranische Grundgesetz, das von einem Gruppe von Abgeordneten unter dem Vorsitz von Saad al Dowleh entworfen worden war, bestand aus 51 Artikeln. Der Schah blieb wie bisher Staatsoberhaupt. Er ernannte die Regierung. Die Minister waren jetzt aber jetzt nicht mehr dem Schah, sondern dem Parlament gegenüber persönlich verantwortlich. Das Parlament konnte jederzeit die Abberufung eines Ministers verlangen. Alle neuen Gesetze mussten von nun ab vom Parlament verabschiedet werden. Alle Darlehn des Staates, Konzessionen und den Staat betreffenden Verträge mussten vom Parlament gebilligt werden. Das Parlament hatte das Recht, Verwaltungsbeamte einzustellen, um eine geordnete Staatsverwaltung aufzubauen. Die Sitzungen des Parlaments waren öffentlich.
Unmittelbar nachdem das Grundgesetz in Kraft getreten war, wurde es von Seiten der Geistlichkeit massiv kritisiert, dass es nicht dem Islam und den Gesetzen der Scharia entspreche. Zum Anführer der Kritiker machte sich der von Atabak politisch und finanziell unterstützte Scheich Fazlollah Nuri, der eine "Ratifizierung" des Grundgesetzes durch die Geistlichkeit forderte. Im Rahmen dieses "Ratifizierungsprozsses" kam es zu einer Erweiterung des Grundgesetzes durch eine Ergänzung, die insgesamt 107 Artikel umfasste. In Artikel 1 dieser Ergänzung zur Verfassung wurde der schiitischen Islam als Staatsreligion Irans festgelegt. Mit Artikel 2 wurde ein Gremium von fünf Geistlichen eingeführt, das sämtliche Gesetzesvorlagen des Parlaments auf seine Konformität hinsichtlich der Grundsätze des Islam überprüft. Gesetze, die gegen die Grundsätze des Islams verstoßen, können nicht in Kraft treten. Atabak war es gelungen, die unterschiedlichen politischen Kräfte zu diesem politischen Kompromiss zu bewegen. Die radikalen Kräfte der konstitutionellen Bewegung, die eine Trennung von Staat und Religion wollten, sahen jedoch die bürgerlichen Freiheitsrechte untergraben, und wollten Atabak beseitigen.
Am 31. August 1907 fiel Atabak nach dem Verlassen des Parlaments einem Mordanschlag zum Opfer. Als Täter wurde Abbas Aqua, ein Mitglied der Freiheitskämpfer, ausgemacht, der unmittelbar nach dem Mordanschlag Selbstmord begangen hatte. Als Anführer des Mordanschlages bekannt sich Jahre später Haidar Khan Amu Oghlu von der „Organisation der Sozialdemokraten Teherans“ zu der Tat. Der amerikanischen Politikwissenschaftlerin Nikki R. Keddie zufolge plante angeblich auch Mohammad Ali Schah die Ermordung Atabaks.
An Ali Asghar Khan Atabak Amin al Soltan erinnert heute noch das von ihm in Teheran erbaute Palais und der Atabak Park.